# 紫玉盘
紫玉盘（学名：Uvaria microcarpa）是番荔枝科紫玉盘属的植物。分布在台湾岛、越南、老挝以及中国大陆的广西、广东等地，多生在低海拔灌木丛中及丘陵山地疏林中，目前尚未由人工引种栽培。

## 别名
油椎（广州）；蕉藤（广东茂名）；牛老头（广东文昌、澄迈、琼海）；山芭豆（广东万宁）；广肚叶（广东宝安）；行蕉果（广东新会）；草乌（广东澄迈）；缸瓮树（广东肇庆）；牛菍子（广东湛江）；牛刀树（广东潮安、惠来、普宁）；山梗子（广东乐昌）；酒饼木（广西岭溪）；石龙叶（广西梧州）；小十八风藤（广西桂平）

## 外部連結
- 紫玉盤, Ziyupan （页面存档备份，存于） 藥用植物圖像數據庫 (香港浸會大學中醫藥學院) （繁體中文）（英文）